# RIPEMD

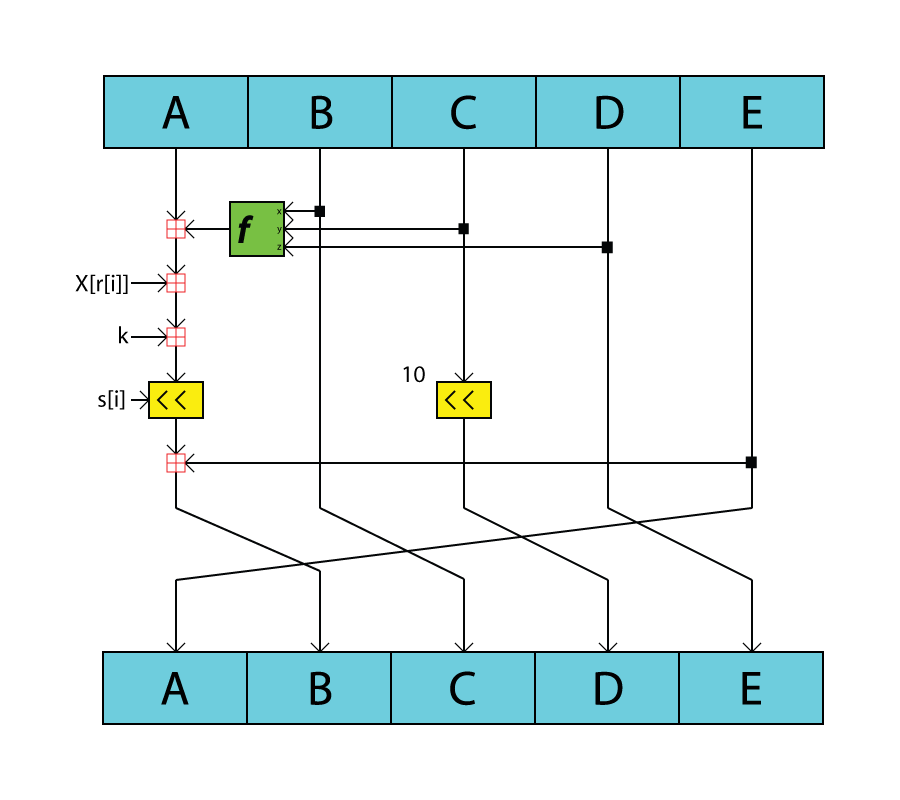
RIPEMD-160 해시 알고리즘 압축 함수의 하위 블록

RIPEMD(RIPE Message Digest)는 1992년(원본 RIPEMD)과 1996년(기타 변형)에 개발된 암호화 해시 함수 계열이다. RIPEMD, RIPEMD-128, RIPEMD-160, RIPEMD-256 및 RIPEMD-320의 5가지 기능이 있으며 그중 RIPEMD-160이 가장 일반적이다.
RIPEMD-128과 마찬가지로 원본 RIPEMD도 128비트 결과가 너무 작으며 (원본 RIPEMD의 경우) 설계 약점으로 인해 안전한 것으로 간주되지 않는다. RIPEMD의 256비트 및 320비트 버전은 각각 RIPEMD-128 및 RIPEMD-160과 동일한 수준의 보안을 제공한다. 보안 수준은 충분하지만 더 긴 해시 결과가 필요한 애플리케이션을 위해 설계되었다.
RIPEMD 기능은 SHA-1 및 SHA-2보다 덜 인기가 있지만 특히 비트코인 및 비트코인 기반의 기타 암호화폐에서 사용된다.

## 구현체
- Botan
- Cryptlib
- OpenSSL
- WolfSSL